# Chloropsis kinabaluensis
El verdín de Borneo (Chloropsis kinabaluensis) es una especie de ave paseriforme de la familia Chloropseidae endémica de la isla de Borneo. A veces es tratada como subespecie del verdín de Java (C. cochinchinensis), pero se diferencia de éste en el tamaño y la morfología, ya que la hembra tiene un plumaje distintivo parecido al del macho.

## Descripción
Mide entre 17 y 18 cm de longitud. Los machos tienen el plumaje verde con la presencia de evidentes tonos azules en el área escapular y en el borde de las alas y la cola, la cabeza teñida de amarillo, la cara y la garganta negras y una bigotera azul. La hembra es similar al macho pero tiene la cabeza más verde y carece de la bigotera azul.

## Distribución
Es endémica de la isla de Borneo, de la cual puebla el eje interno montañoso del centro norte, al norte hasta el monte Kinabalu (del cual toma el nombre científico). La especie también está presente en las montañas Meratus, en el extremo sureste de Kalimantan Meridional. Realizan movimientos estacionales dentro de su área de distribución, principalmente para seguir la maduración de las frutas que comen. 